# Flashback
Un flashback (sau analepsă) este o scenă intercalată într-o operă literară sau cinematografică care duce narațiunea într-un moment din trecut. Flashback-urile sunt adesea folosite pentru a povesti evenimente care au avut loc înaintea secvenței principale de evenimente pentru a completa povestea. Un termen opus este flashforward (sau prolepsă) care dezvăluie evenimente care vor avea loc în viitor. Atât flashback-ul, cât și flashforward-ul sunt folosite pentru a completa o poveste, pentru a dezvolta un personaj sau pentru a adăuga structură narațiunii. În literatură, analepsa internă este un flashback într-un timp imediat anterior momentului actual al narațiunii, dar care nu este anterior momentului în care începe narațiunea; analepsa externă este un flashback într-un timp anterior celui în care începe narațiunea.
În filme și televiziune există tehnici de filmare și efecte vizuale pentru a alerta privitorul că acțiunea prezentată este un flashback sau flashforward; de exemplu, marginile imaginii pot fi în mod deliberat neclare, imaginea poate fi tăiată sau mișcată,  sau colorată în mod neobișnuit, în tonuri sepia sau monocromă atunci când narațiunea centrală este în culori.

## Exemple notabile

### Literatură
Un exemplu timpuriu de analepsă este în Ramayana și Mahabharata, în care povestea principală este relatată printr-o poveste în ramă ce are loc la o dată ulterioară. Un alt exemplu antic apare în Odiseea, în care acțiunea principală este povestită unui ascultător de către Ulise, prin flashback-uri.
O altă folosire timpurie a acestei tehnici într-un mister detectivistic are loc în „Cele trei mere”, o poveste din cele O mie și una de nopți. Povestea începe cu descoperirea cadavrului unei tinere femei. După ce criminalul se dezvăluie singur mai târziu, el povestește motivele crimei printr-o serie de flashback-uri care duc la descoperirea trupului ei mort, la începutul poveștii. Flashback-urile sunt, de asemenea, utilizate în mai multe alte povești din O mie și una de nopți, precum „Sinbad marinarul” și „Orașul de Aramă”.
Analepsa a fost utilizată pe scară largă de scriitorul Ford Madox Ford și de poetul, scriitorul, istoricul și mitologul Robert Graves.
Cartea Podul din San Luis Rey (1927) de Thornton Wilder este precursoarea narațiunilor moderne despre catastrofe în literatură și film, prezentând un singur dezastru care unește destinele mai multor victime, ale căror vieți sunt apoi explorate prin intermediul unor flashback-uri ale evenimentelor ce au condus la dezastru.
Analepsa este folosită, de asemenea, în Noaptea lui Elie Wiesel.
Dacă flashback-uri au durate lungi și sunt în ordine cronologică, se poate spune că acestea formează prezentul poveștii, în timp ce restul poveștii este format din flash forward-uri. Dacă flashback-urile sunt prezentate într-o ordine necronologică, momentul în care are loc povestea poate fi ambiguu: un astfel de exemplu este în Abatorul cinci, unde narațiunea sare în timp înainte și înapoi, astfel încât nu există, de fapt, nici un timp prezent.
Seria Harry Potter folosește un dispozitiv magic numit Pensieve, care schimbă natura flashback-urilor de la un simplu dispozitiv narativ la un eveniment direct trăit de personaje, care sunt astfel în măsură să ofere comentarii.
Os Lusíadas este o poveste despre călătoria lui Vasco da Gama spre India și înapoi. Narațiunea începe atunci când ei au ajuns în Africa, dar revine rapid  înapoi la începutul poveștii, care este atunci când au plecat din Portugalia.

### Film
Creatorul tehnicii flashback-ului în cinematografie a fost D. W. Griffith.
Flashback-urile au fost utilizate pentru prima dată în epoca sonorului în fimul City Streets (1931) al lui Rouben Mamoulian, dar au fost rare până în 1939, când, în Wuthering Heights al lui William Wyler, la fel ca în romanul original al lui Emily Brontë, menajera Ellen narează povestea principală vizitatorului nocturn Lockwood, care a fost martorul urmăririi frenetice de către Heathcliff a ceea ce este aparent o fantomă. Mai faimos,  filmul Le jour se lève al lui Marcel Carne relatează aproape întreaga poveste prin flashback: povestea începe cu uciderea unui om într-un hotel. În timp ce criminalul, interpretat de Jean Gabin, este înconjurat de poliție, sunt folosite mai multe flashback-uri pentru a povesti care a fost motivul crimei de la începutul filmului.
Unul dintre cele mai faimoase exemple de flashback are loc în filmul Cetățeanul Kane (1941) al lui Orson Welles. Protagonistul, Charles Foster Kane, moare la început, rostind cuvântul „Rosebud”. Restul filmului este format din interviurile luate de un reporter prietenilor și asociaților lui Kane, într-un efort inutil de a descoperi ce înseamnă cuvântul rostit de Kane. Pe măsură ce interviurile continuă, piesele vieții lui Kane se desfășoară în flashback. Se crede că utilizarea unor flashback-uri neconvenționale de către Welles ar fi fost influențată de filmul The Power and the Glory al lui William K. Howard.
Deși folosite, de obicei, pentru a clarifica povestea principală, flashback-urile pot servi, de asemenea, ca un narator nesigur. Filmul Stage Fright (1950) al lui Alfred Hitchcock este notoriu pentru prezentarea unui flashback care nu relatează adevărul, ci prezintă o minciună spusă de un martor. Reconstituirile multiple și contradictorii ale unei crime în documentarul The Thin Blue Line (1988) al lui Errol Morris sunt prezentate ca flashback-uri bazate pe mărturii divergente. Filmul Rashomon (1950) al lui Akira Kurosawa este unul dintre cele mai celebre cazuri de relatări divergente ale unui eveniment.
Uneori, un flashback este introdus într-un film, chiar dacă nu a existat așa ceva în sursa originală care a stat la baza filmului. Ecranizarea din 1956 a muzicalului Carousel  al lui Rodgers și Hammerstein a folosit un flashback deoarece intriga din Carusel a fost atunci considerată neobișnuit de puternică pentru un film muzical. În versiunea de film a muzicalului Camelot (1967) al lui Alan Jay Lerner, a fost adăugat un flashback nu pentru a atenua răsturnarea de situație de mai târziu, ci pentru că spectacolul a fost criticat pentru schimbarea prea bruscă a tonului de la comedie la tragedie.
Un bun exemplu de flashback și flashforward în același film este prima scena din La jetée (1962). Așa cum aflăm câteva minute mai târziu, ceea ce vedem în această scenă este un flashback în trecut, din moment ce timpul prezent al diegezei filmului este un timp imediat ulterior celui de-al Treilea Război Mondial. Cu toate acestea, după cum vom afla la finalul filmului, acea scenă este, de asemenea, o prolepsă, deoarece bărbatul muribund pe care-l vede băiatul este, de fapt, el însuși. Cu alte cuvinte, el își vede proleptic propria moarte. Avem astfel o analepsă și o prolepsă în aceeași scenă.
Ocazional, o poveste poate conține un flashback într-un alt flashback, iar cel mai vechi exemplu cunoscut este L'Atlantide al lui Jacques Feyder. În filmul The Man who Shot Liberty Valance (1962) al lui John Ford, acțiunea principală a filmului este relatată în flashback, cu scena uciderii lui Liberty Valance având loc ca un flashback în flashback. Alte exemple care conțin flashback-uri în flashback-uri sunt filmul japonez Lone Wolf Isazo (1968) și Fantoma de La Operă (2004), unde aproape întreaga acțiune (petrecută în 1870) este relatată ca un flashback din 1919 (în alb-negru) și conține alte flashback-uri; de exemplu, secvența în care Madame Giry salvează Fantoma dintr-un spectacol ciudat. O poveste extrem de complicată poate conține flashback-uri în flashback-uri în flashback-uri, ca în Six Degrees of Separation, Passage to Marseille și The Locket. Aceasta tehnică este o marcă distinctivă a regizorului de film Upendra, al cărui film futurist Super (2010) are acțiunea în anul 2030 și conține mai multe flashback-uri ce au loc în perioada 2010-2015, prezentând o Indie utopică.
Satyajit Ray a experimentat flashback-ul în filmul The Adversary (Pratidwandi, 1972), folosind tehnica flashback-urilor foto negative.

### Televiziune
Serialele de televiziune Quantico,  Kung Fu, Psych, Cum am cunoscut-o pe mama voastră, Grounded for Life și Nu-i vina mea! folosesc flashback-uri în fiecare episod. Flashback-urile au fost, de asemenea, o caracteristică predominantă a emisiunii de televiziune LOST. Multe filme polițiste folosesc în mod curent flashback-ul în ultimul act pentru a prezenta vinovatul: de exemplu, Verdict crimă, Banacek, Columbo.